# 艾薩克·羅伯茨
艾薩克·羅伯茨（英語：Isaac Roberts，1829年1月27日—1904年7月17日）是一位英國威爾斯工程師、商人，也是業餘天文學家而聞名於世，他是星雲天文攝影先驅。艾薩克·羅伯茨是英國利物浦天文學會的成員，也是倫敦地質學會的會員。艾薩克·羅伯茨於1895年被授予皇家天文學會金質獎章。

## 生平
艾薩克·羅伯茨於1829年1月出生在登比郡亨蘭（Henllan）格羅斯巴赫，雙親是農民威廉·羅伯茨（William Roberts）和凱瑟琳·羅伯茨（Catherine Roberts）。1844年11月12日，艾薩克·羅伯茨成為機械工程師公司John Johnson & Son（後來成為 Johnson and Robinson）的學徒，為期7年。他於1847年成為合夥人。當彼得·羅賓遜於1855年去世時，羅伯茨被任命為公司經理。當另一位合夥人約翰·約翰遜去世時，羅伯茨成為公司老闆。
1875年7月22日，艾薩克·羅伯茨在蘭開夏郡聖托馬斯與第一任妻子Ellen Anne (Minnie) Cartmel（1852-1901）結婚。埃倫·安妮·羅伯茨（Ellen Anne Roberts） 於 1901年3月30日被安葬在利物浦。1901年10月，艾薩克·羅伯茨與天文學家朵羅西·克隆普克-羅伯特（1861-1942） 結婚。
他的宗教觀點傾向不可知論。
1904年，艾薩克·羅伯茨在英格蘭蘇塞克斯郡的克勞伯勒去世。
朵羅西·克隆普克-羅伯特（Dorothea Klumpke）為紀念已故丈夫，法國天文學會設立了多羅西婭·克林普克－艾薩克·羅伯茨獎鼓勵科學家研究威廉·赫歇爾的星雲。這個獎項於1931年首次頒發，一直持續到今天。

## 外部連結
- Isaac Roberts (1829–1904), biographical information by Bryn Jones